# Fotorrealismo (arte)

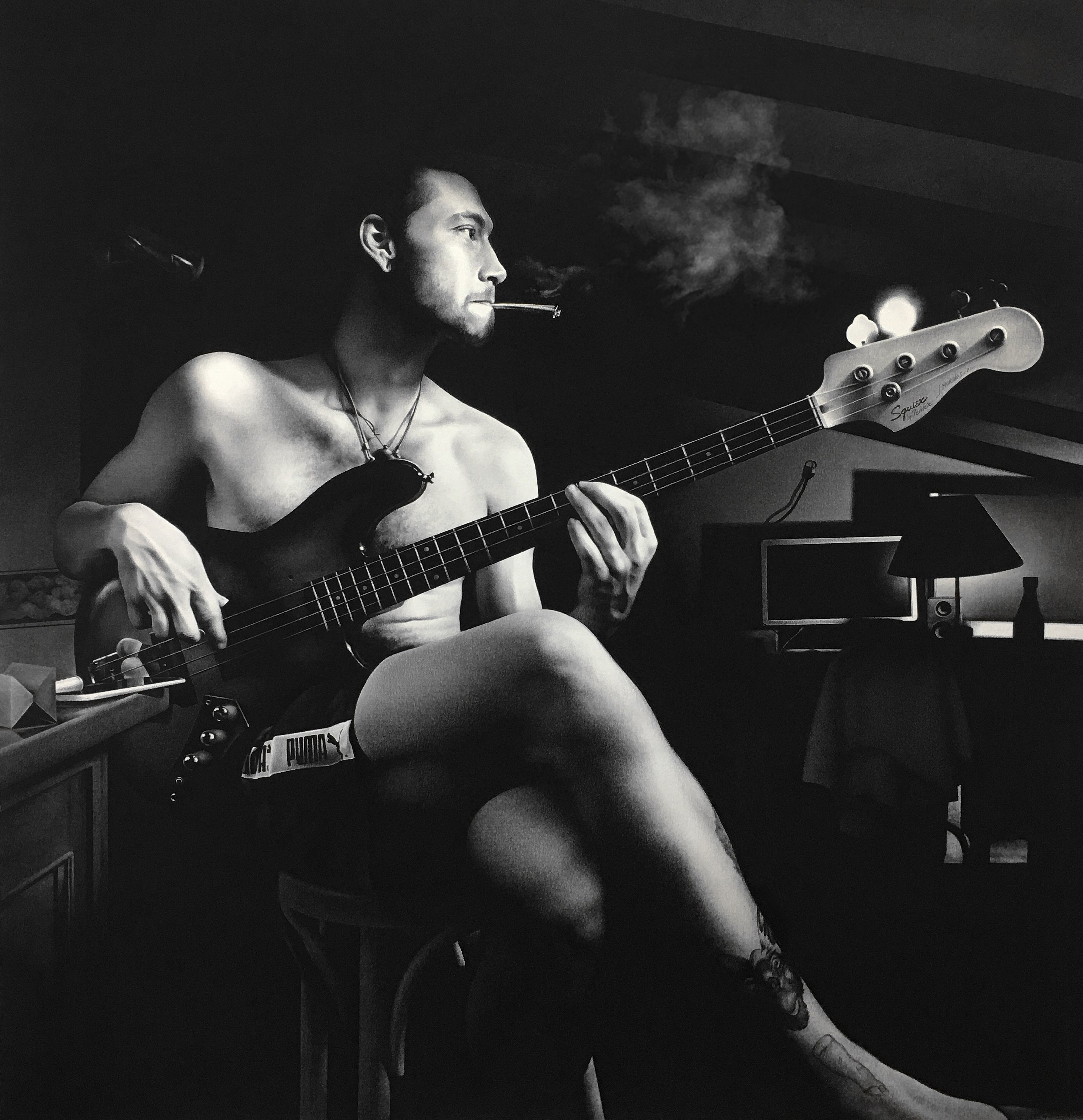
Dibujo del artista Joaquín Morales realizado sobre papel Caballo con lápiz Conté

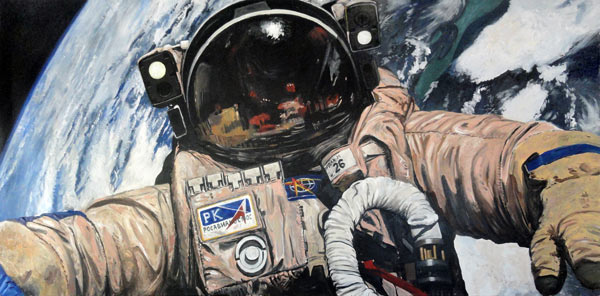
Ricardo André Frantz: La última frontera, pintura acrílica, 300x145 cm, 2011

El fotorrealismo es un género dentro de la pintura que se basa en hacer un cuadro a partir de una fotografía, considerada una variante del hiperrealismo. 
El fotorrealismo evolucionó a partir del Pop Art y como contrapeso al Expresionismo abstracto y al minimalismo, a finales de los años sesenta y principios de los setenta en los Estados Unidos. Es un género cultivado sobre todo por pintores. La palabra en inglés «photorealism» ('fotorrealismo') fue acuñada por Louis K. Meisel en 1968 y apareció impresa por vez primera en 1970 en un catálogo del Museo Whitney para la exposición «Twenty-two Realists».
Es un tipo de pintura que no puede existir sin la fotografía. Los fotorrealistas usan una cámara y la fotografía para reunir información y luego transfieren al lienzo esas imágenes (en algunas ocasiones por medios semimecánicos). El pintor tiene habilidad técnica suficiente para hacer que el resultado final parezca fotográfico.
Dentro de la primera generación de artistas estadounidenses fotorrealistas se encuentran pintores como Richard Estes y Chuck Close. En Europa el movimiento está representado por el suizo Franz Gertsch, el español Juan Francisco Casas y el hispano-argentino Enrique Sobisch.
Actualmente el fotorrealismo se ha extendido a niveles de diseño a partir de gráficos de ordenador siendo la aplicación artística de gráficos vectoriales bidimensionales Adobe Illustrator o aplicaciones de generación 3D las utilizadas para la generación fotorrealista.